# Taillis (Ille-et-Vilaine)
Pour les articles homonymes, voir Taillis (homonymie).
Pour les communes homophones, voir Tailly.
Taillis est une commune française située dans le département d'Ille-et-Vilaine en région Bretagne, peuplée de 1 036 habitants.

## Géographie

### Situation
Taillis est situé à l'est de la Bretagne (dans les Marches de Bretagne) et du département d'Ille-et-Vilaine, au nord de Vitré et est proche du Maine et du département de la Mayenne. La commune fait partie du Pays de Vitré et de Vitré Communauté.

### Communes limitrophes

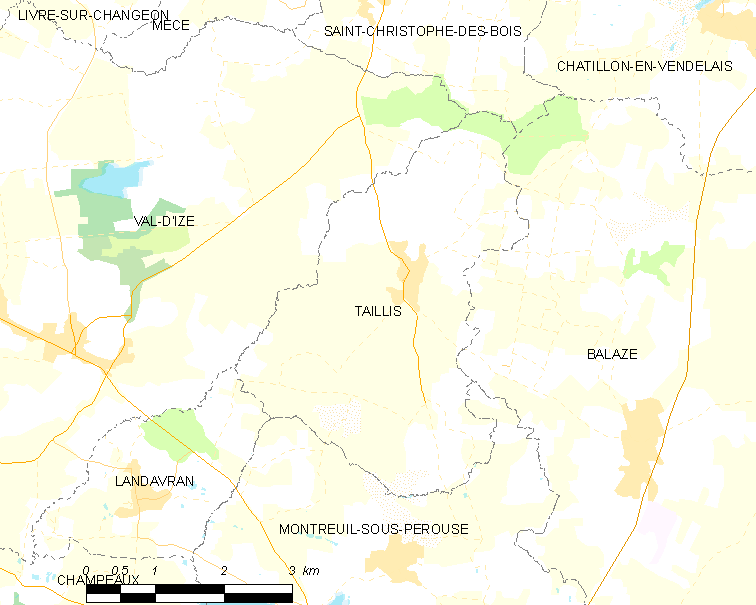
Carte de la commune de Taillis et des communes avoisinantes.

| Val-d'Izé | Saint-Christophe-des-Bois |        |
| Landavran | Taillis                   | Balazé |
|           | Montreuil-sous-Pérouse    |        |

### Relief et hydrographie
Le finage de Taillis est constitué d'un plateau situé bourg l'essentiel entre 120 et 100 mètres d'altitude, le point le plus élevé (137 mètres) se trouvant dans la partie sud-est du territoire communal, au sud-ouest du hameau de la Dôlerie. Le bourg est vers 100-110 mètres d'altitude.

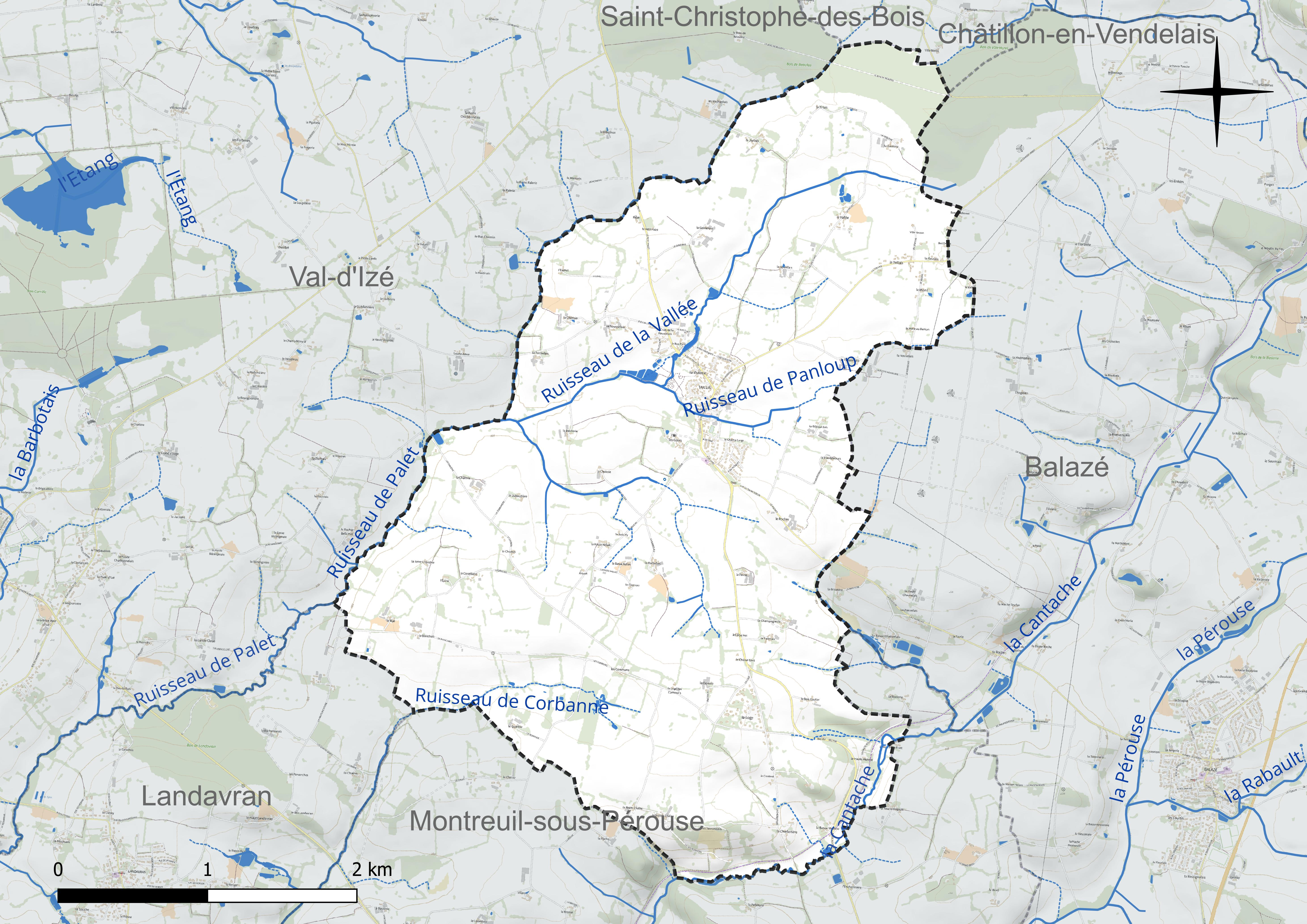
Carte du réseau hydrographique de la commune de Taillis.

Ce plateau est entaillé par les vallées de quelques cours d'eau : le principal est la Cantache, un affluent de rive droite de la Vilaine, qui forme la limite communale au sud-est avec Montreuil-sous-Pérouse ; le Ruisseau de Palet, un affluent de rive droite de la Cantache avec laquelle elle conflue nettement plus en aval, hors des limites de la commune, forme la limite nord-ouest avec Saint-Christophe-des-Bois et Val d'Izé ; un de ses affluents de rive gauche, le Ruisseau de la Vallée, traverse la partie centrale de la commune et son propre affluent, le Ruisseau de Panloup, traverse le bourg de Taillis ; le Ruisseau de Corbanne, autre modeste affluent de rive droite de la Cantache, a sa source dans la commune, mais la quitte rapidement. Tous ces cours d'eau coulent vers l'ouest ou le sud-ouest et leur altitude lorsqu'ils quittent la commune, est nettement inférieure à celle du plateau (72 mètres pour la Cantache, 90 mètres environ pour le Ruisseau de Palet).

### Paysages et habitat
Le paysage agraire traditionnel de Taillis est constitué  d'un bocage avec un habitat dispersé en écarts formés de hameaux (appelés localement "villages") et fermes isolées.
Le commune a conservé son caractère rural ; toutefois le bourg a beaucoup grossi par la création de lotissements à sa périphérie depuis la décennie 1980, principalement en raison du dynamisme du Pays Vitréen et de l'agglomération de Vitré, distante de seulement 9 km.
Le bois de Beaufeu couvre les confins nord-est de la commune.

### Transports
Taillis est traversé par la D 179 (ancienne Route nationale 178 déclassée), axe routier de Fougères à Vitré, désormais supplanté par la D 178, aussi axe routier Fougères - Vitré, lequel a été modernisé, mais ne traverse pas la commune, passant plus à l'est par Balazé.
Taillis est aussi desservi par la D 538 qui, côté est, vient de Balazé et, côté ouest, se dirige vers Val d'Izé, ainsi que par la D 109 qui vient de Châtillon-en-Vendelais.
La commune est desservie par la ligne de bus no 3 de Vitré Communauté.

### Hydrographie
Pour un article plus général, voir Réseau hydrographique d'Ille-et-Vilaine.
La commune est située dans le bassin Loire-Bretagne. Elle est drainée par la Cantache, le Palet, la Corbanne, le ruisseau de la Vallée et le ruisseau de Panloup,,.
La Cantache, d'une longueur de 36 km, prend sa source dans la commune de Saint-Pierre-des-Landes et se jette  dans la Vilaine à Saint-Aubin-des-Landes, après avoir traversé 13 communes. Les caractéristiques hydrologiques de la Cantache sont données par la station hydrologique située dans la commune. Le débit moyen mensuel est de 0,609 m3/s. Le débit moyen journalier maximum est de 6,16 m3/s, atteint lors de la crue du 12 mars 2013. Le débit instantané maximal est quant à lui de 9,34 m3/s, atteint le 10 février 2013.

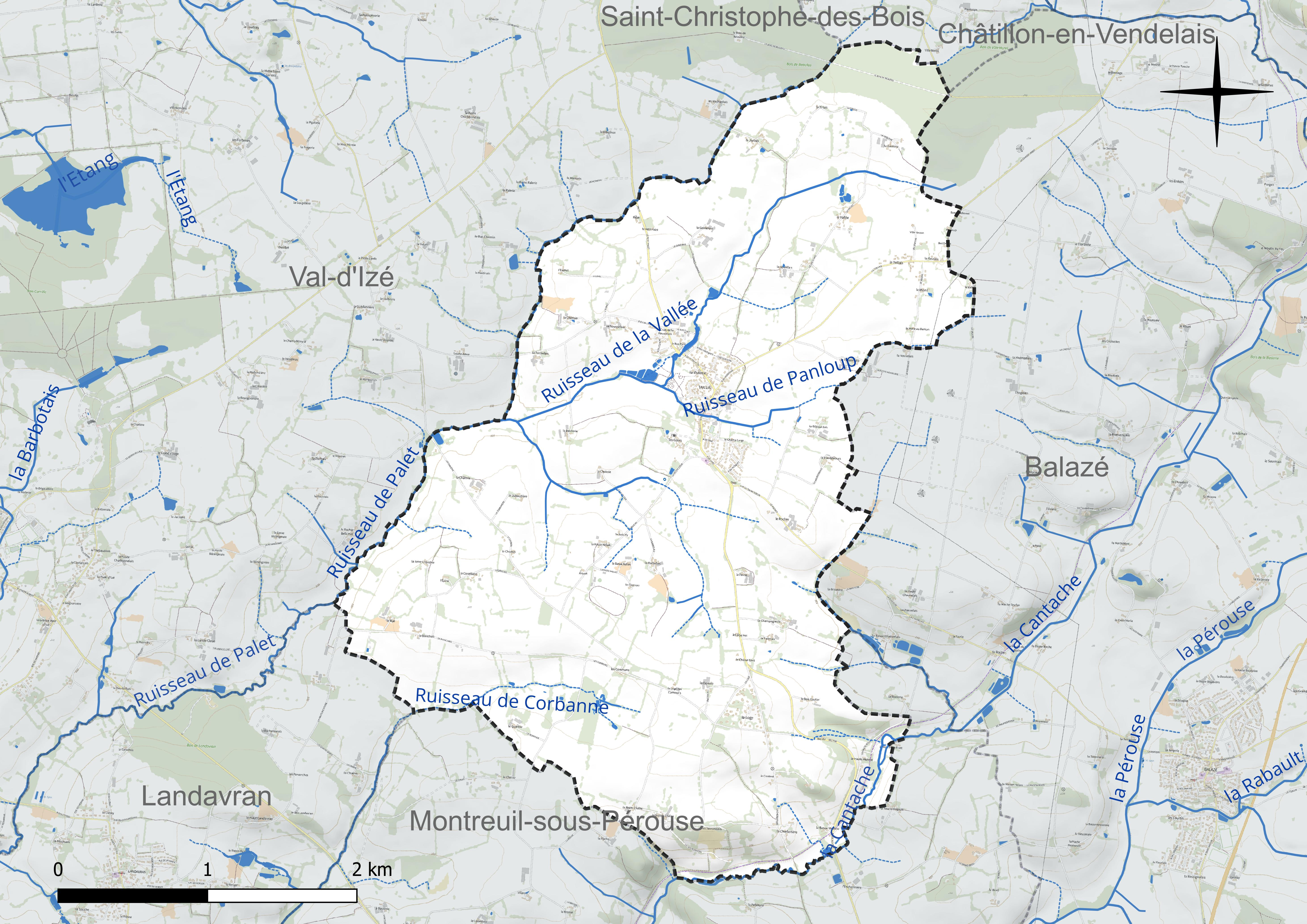
Réseau hydrographique de Taillis.

Le Palet, d'une longueur de 16 km, prend sa source dans la commune  et se jette  dans la Cantache à Pocé-les-Bois, après avoir traversé six communes. 

### Climat
Pour des articles plus généraux, voir Climat de la Bretagne et Climat d'Ille-et-Vilaine.
En 2010, le climat de la commune est de type climat océanique franc, selon une étude du CNRS s'appuyant sur une série de données couvrant la période 1971-2000. En 2020, Météo-France publie une typologie des climats de la France métropolitaine dans laquelle la commune est exposée à un climat océanique et est dans la région climatique  Bretagne orientale et méridionale, Pays nantais, Vendée, caractérisée par une faible pluviométrie en été et une bonne insolation. Parallèlement l'observatoire de l'environnement en Bretagne publie en 2020 un zonage climatique de la région Bretagne, s'appuyant sur des données de Météo-France de 2009. La commune est, selon ce zonage, dans la zone « Sud Est », avec des étés relativement chauds et ensoleillés.
Pour la période 1971-2000, la température annuelle moyenne est de 11,1 °C, avec une amplitude thermique annuelle de 13,3 °C. Le cumul annuel moyen de précipitations est de 831 mm, avec 13,3 jours de précipitations en janvier et 7,8 jours en juillet. Pour la période 1991-2020, la température moyenne annuelle observée sur la station météorologique la plus proche, située sur la commune de Fougères à 18 km à vol d'oiseau, est de 11,9 °C et le cumul annuel moyen de précipitations est de 939,1 mm,. Pour l'avenir, les paramètres climatiques de la commune estimés pour 2050 selon différents scénarios d'émission de gaz à effet de serre sont consultables sur un site dédié publié par Météo-France en novembre 2022.

## Urbanisme

### Typologie
Au 1er janvier 2024, Taillis est catégorisée commune rurale à habitat dispersé, selon la nouvelle grille communale de densité à sept niveaux définie par l'Insee en 2022.
Elle est située hors unité urbaine. Par ailleurs la commune fait partie de l'aire d'attraction de Vitré, dont elle est une commune de la couronne,. Cette aire, qui regroupe 30 communes, est catégorisée dans les aires de 50 000 à moins de 200 000 habitants,.

### Occupation des sols
L'occupation des sols de la commune, telle qu'elle ressort de la base de données européenne d'occupation biophysique des sols Corine Land Cover (CLC), est marquée par l'importance des territoires agricoles (94,4 % en 2018), en diminution par rapport à 1990 (95,3 %). La répartition détaillée en 2018 est la suivante : 
terres arables (53,6 %), zones agricoles hétérogènes (29,4 %), prairies (11,5 %), zones urbanisées (3,3 %), forêts (2,3 %). L'évolution de l'occupation des sols de la commune et de ses infrastructures peut être observée sur les différentes représentations cartographiques du territoire : la carte de Cassini (XVIIIe siècle), la carte d'état-major (1820-1866) et les cartes ou photos aériennes de l'IGN pour la période actuelle (1950 à aujourd'hui).

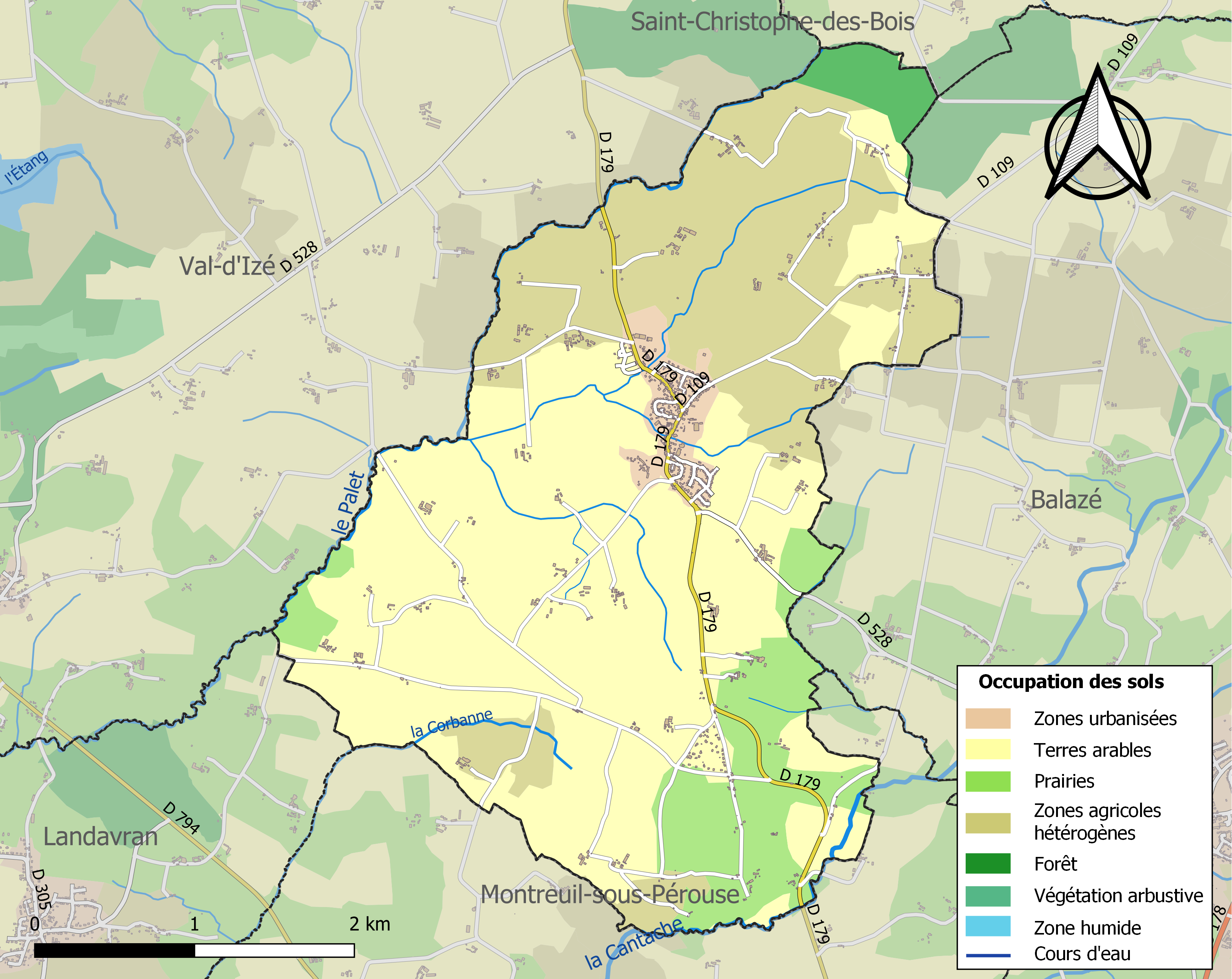
Carte des infrastructures et de l'occupation des sols de la commune en 2018 (CLC).

## Toponymie
Le nom de la localité est attesté sous les formes parochia de Taslia au XIe siècle, ecclesia de Tasleia en 1108, Tallia en 1516.
Le gentilé est Taillissien.

## Histoire

### Moyen Âge
En 1108 Marbode, évêque de Rennes confirme les Bénédictins de l'abbaye Saint-Serge d'Angers dans la possession de l'église de Taillis ; la paroisse de Taillis existait donc déjà au début du XIIe siècle et probablement dès le XIe siècle.

### Époque moderne
Jusqu'à la Révolution française, l'abbaye Saint-Serge d'Angers conserva le droit de présentation de la cure de Taillis (par exemple Jean-Baptiste Le Royer, fils aîné de Jean Le Royer, seigneur de Taillis, fut pourvu de la cure en 1705). Le seigneur de Taillis jouissait d'un droit de prééminence dont ils se disaient fondateurs en 1602 et y avaient antérieurement fondé des messes (par exemple Raoul de Taillis en 1513).
Une épidémie de dysenterie fit des ravages en 1756 : « les paroisses les plus affligées sont celles de Balazé, Châtillon-en-Vendelais, Étrelles, Erbrée, Taillis, Saint-Christophe-des-Bois, Saint-Jean-sur-Vilaine et les environs de Saint-Martin de Vitré. Il y a, à ce qu'on m'a assuré, dans ces paroisses, quatre, cinq ou six enterrements par jour et, ce qu'il y a de plus touchant dans une pareille désolation, c'est que la plupart des gens de campagne s'abandonnent, et qu'ne quelques endroits on n'a pas pu faire la récolte de blé noir faute de monde » écrit le subdélégué Charil.

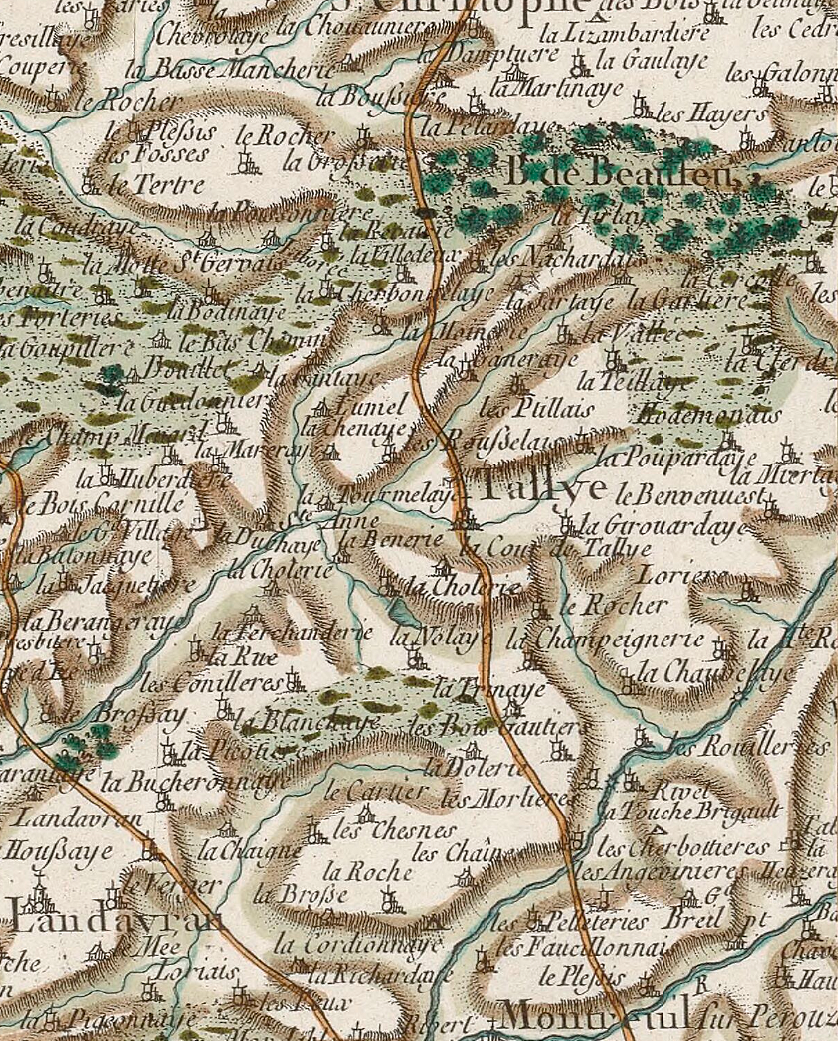
Carte de Cassini de la paroisse de Taillis et de ses environs (1772). Taillis est orthographié "Tallye" sur cette carte.

Jean-Baptiste Ogée décrit ainsi Taillis en 1778 :

« Taillis ; sur la route de Vitré à Fougères ; à 7 lieues et demie de Rennes, son évêché et son ressort ; et à 1 lieue un tiers de Vitré, sa subdélégation. On y compte 550 communiants : la cure est présentée par l'Abbé de Saint-Serge d'Angers. Le territoire est coupé de ruisseaux , qui forment la rivière de Cantache ou de Pérouse. C'est un terrain couvert [de bocage], qui produit du grain, du foin et du cidre ; il n'est pas mal cultivé. On y voit les maisons nobles de la Benerie , de la Tourmelaye, et de la Cour de Taillis : cette dernière, qui a haute justice, appartient à M. de Gouyon des Hurlieres. »

### Révolution française
Jacques-Étienne Bernard des Fresnais était recteur de Taillis depuis 1783 lorsque se déclencha la Révolution française.
Dans la seconde quinzaine de novembre 1793, des rassemblements suspects sont signalés à Argentré, Balazé, Champeaux, Châtillon, Cornillé, Étrelles, Montautour, Le Pertre, Taillis et Vergéal. Dans un rapport daté du 9 décembre 1793, les autorités d'Ernée écrivent que des paysans d'Argentré, Le Pertre, Mondevert, Erbrée, La Chapelle-Erbrée, Bréal, Saint-M'Hervé, Montautour et Balazé avaient « porté leurs grain aux insurgés pendant leur séjour à Laval ».
Une compagnie chouanne exista à Champeaux et Taillis ; elle était membre de la "colonne d'Izé", dirigée par Henri du Boishamon, qui elle-même dépendait de la division de Vitré de l'Armée catholique et royale de Rennes et de Fougères. La "colonne d'Izé" était divisée en plusieurs compagnies : la compagnie de Champeaux et Taillis (dont le capitaine était Louis Dufeu, dit Cœur de roi et les lieutenants Pierre Gandon et André Gilbert), la compagnie de Balazé, la compagnie de Montreuil-sous-Pérouse et Saint-Christophe-des-Bois, la compagnie d'Izé, la compagnie de Saint-Jean-sur-Vilaine, la compagnie de Princé et Montautour.

### LeXIXesiècle

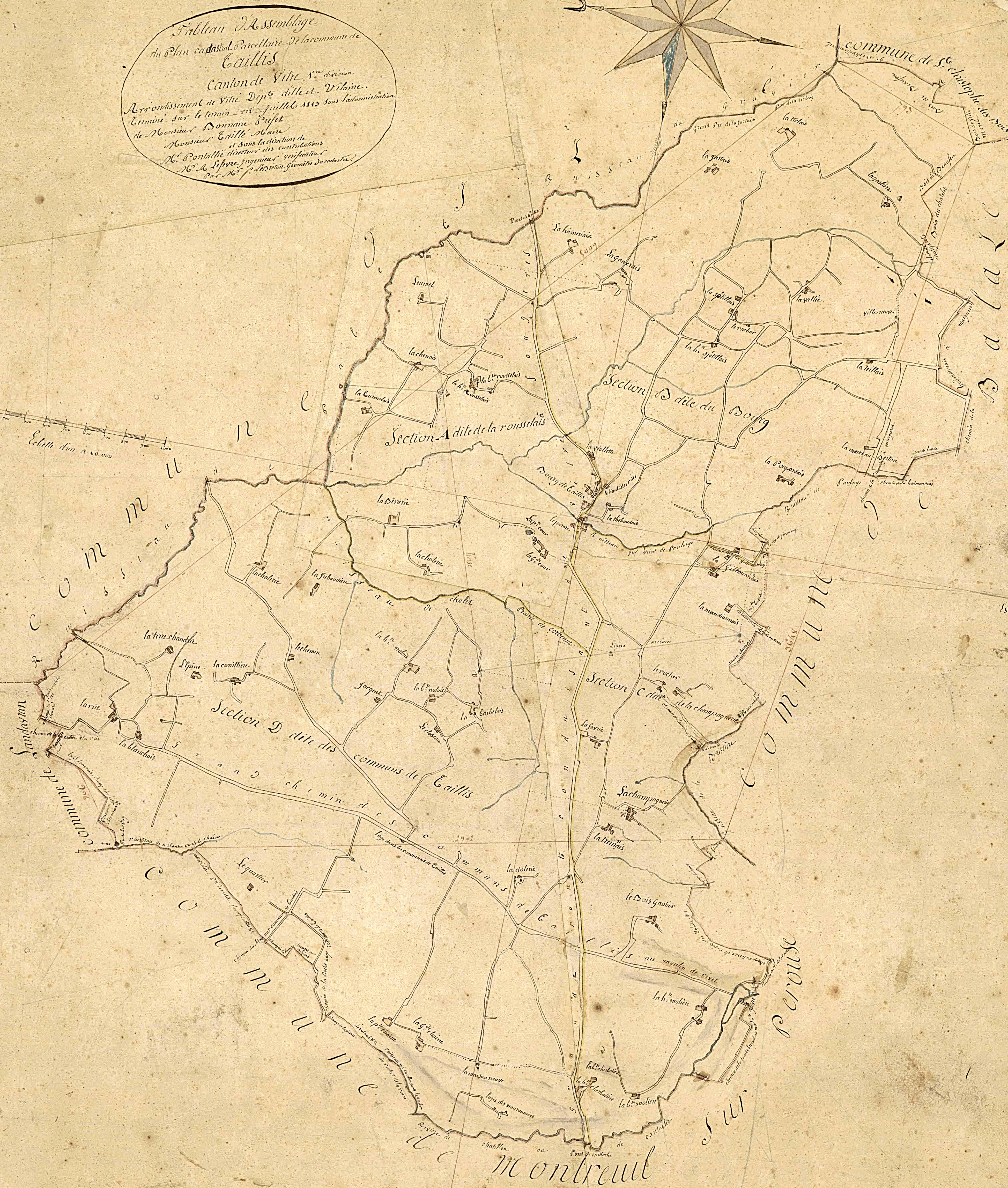
Plan cadastral de Taillis (tableau d'assemblage, 1813).

A. Marteville et P. Varin, continuateurs d'Ogée, décrivent ainsi Taillis en 1853 :

« Taillis (sous l'invocation de saint Pierre) : commune formée de l'ancienne paroisse de ce nom ; aujourd'hui succursale. (..) Principaux villages : la Rousselais, la Jarais, la Vallée, la Gillouardais, la Champagnerie, la Cherbotière, la Grande et la Petite-Chaine, la Rue, la Grande et la Petite-Nolais. Superficie totale 1 209 hectares 74 ares, dont (..) terres labourables 700 ha, prés et pâturages 172 ha, bois 59 ha, vergers et jardins 13 ha, landes et incultes 132 ha (..). Cette commune est traversée du nord au sud par la route de Fougères à Vitré. (..) On parle le français [en fait le gallo]. »

En 1874, 149 habitants des communes de Taillis, Champeaux, Marpiré, Saint-Christophe et Eancé signent une pétition à l'Assemblée nationale suppliant les députés de proclamer comme roi légitime Henri V.
Lors des élections législatives de 1877 la commune de Tallis vote à 87 % pour le candidat légitimiste (un record) et à 1,9 % pour le candidat républicain.

### LeXXesiècle

#### La Belle Époque
L'école de Taillis tenue par des religieuses est laïcisée à compter du 14 septembre 1903 en vertu de la loi sur les congrégations.
À Taillis et à Landavran des bagarres éclatèrent en mars 1906 lors de l'inventaire des biens d'église entre la troupe et les habitants.

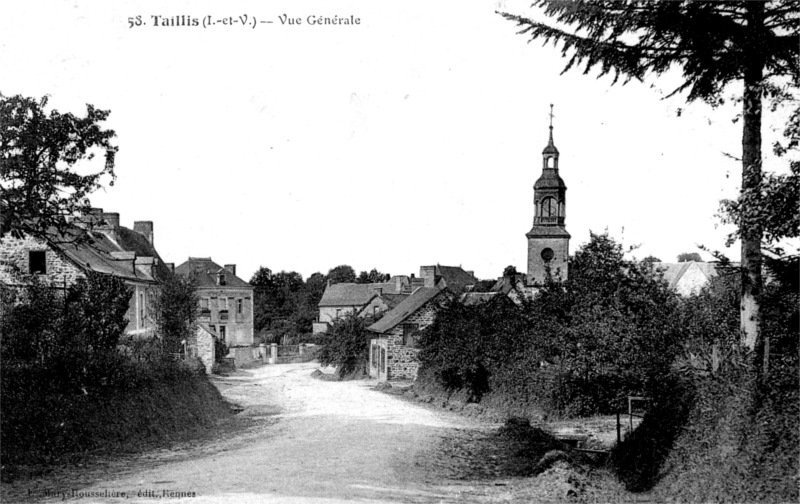
Taillis (Ille-et-Vilaine) ː vue générale au début du XXe siècle (carte postale E. Mary-Rousselière).
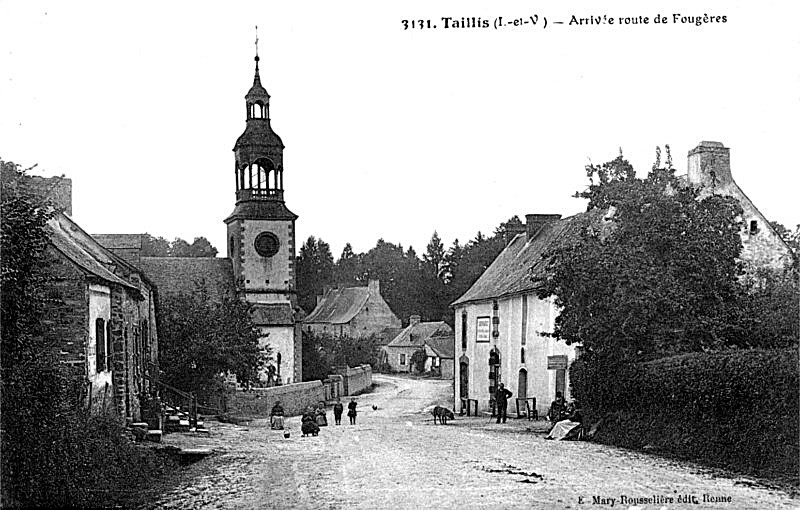
Taillis (Ille-et-Vilaine) : l'arrivée par la route de Fougères au début du XXe siècle (carte postale E. Mary-Rousselière).

#### La Première Guerre mondiale

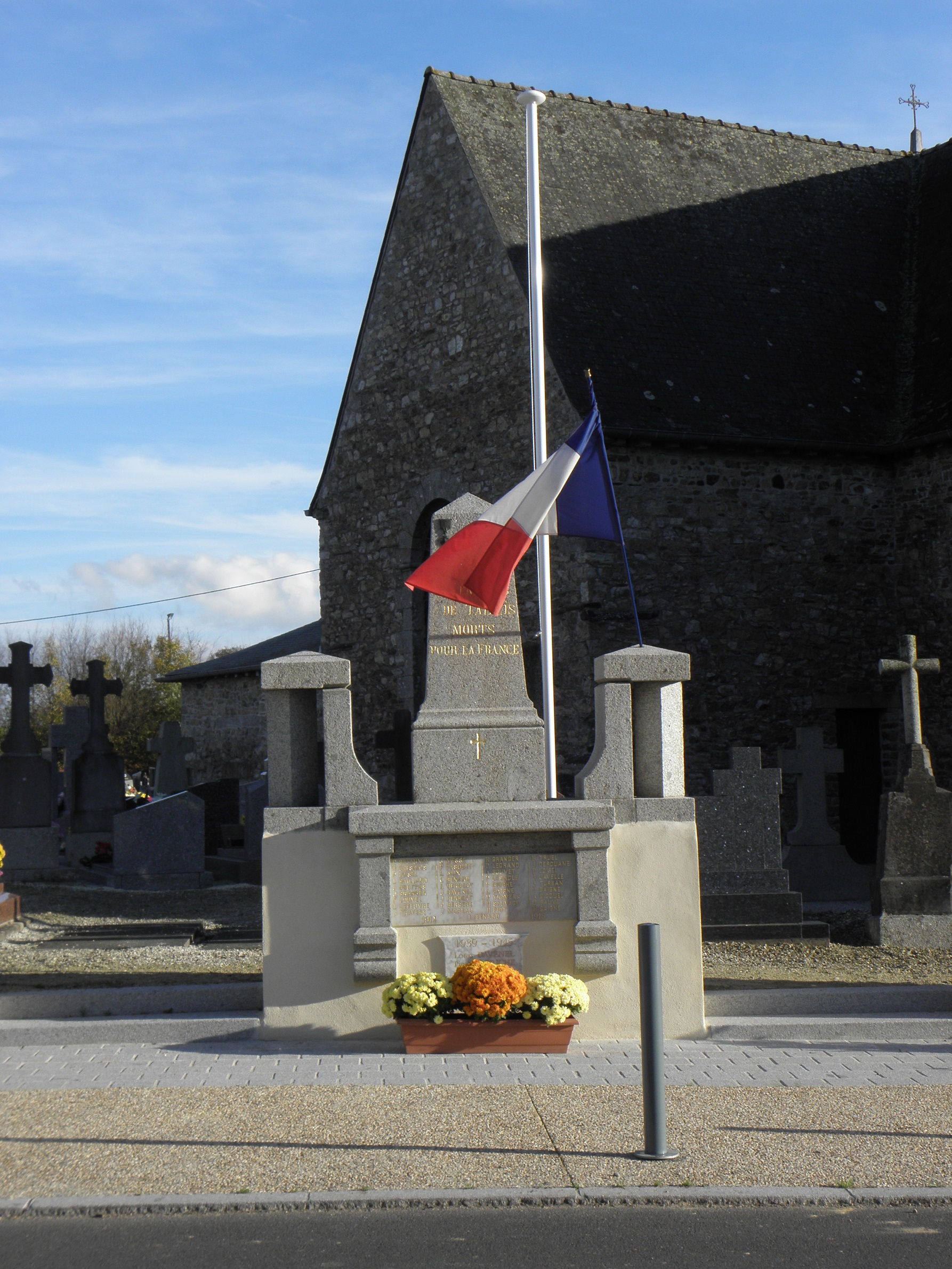
Le monument aux morts de Taillis.

Le monument aux morts de Taillis porte les noms de 37 soldats morts pour la France pendant la Première Guerre mondiale ; parmi eux 4 sont morts en Belgique (Michel Chesnais et Pierre Delaunay dès le 22 août 1914, Jean Boutros et Jean Granger le 10 novembre 1914) ; Jean Herbert est mort en Grèce le 10 juillet 1915 et Henri Gaigne décède de maladie en Albanie le 20 octobre 1918 ; tous les autres sont morts sur le sol français.

#### L'Entre-deux-guerres
En 1926, l'école publique de Taillis n'avait qu'un seul élève.

#### La Seconde Guerre mondiale
Le monument aux morts de Taillis porte les noms de 3 personnes mortes pour la France pendant la Seconde Guerre mondiale : Louis Davenel et Pierre Leriche sont des soldats morts au printemps 1940 lors de la Bataille de France, le premier cité à Mastaing (Nord) et le second cité à Guise (Aisne) ; Jean Truel est mort de maladie le 16 octobre 1941 alors qu'il était prisonnier en Allemagne.

## Politique et administration

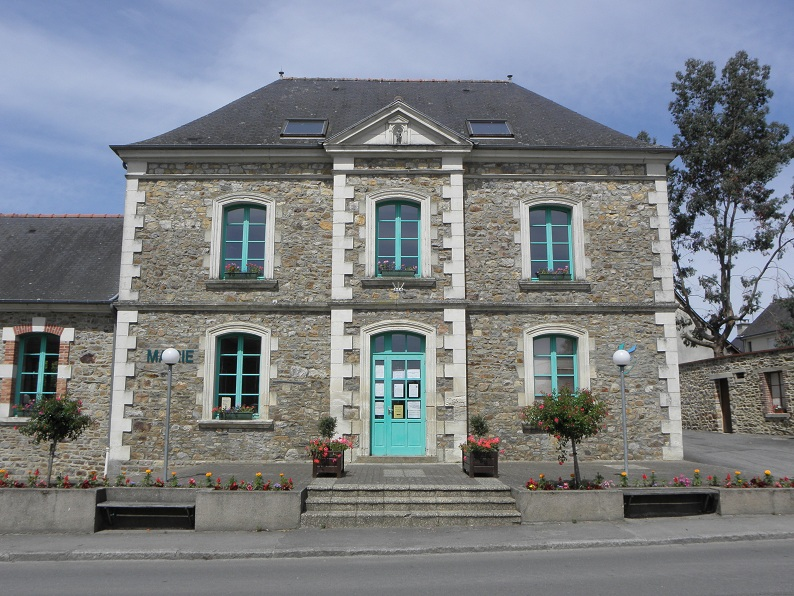
La mairie (elle date de 1875).

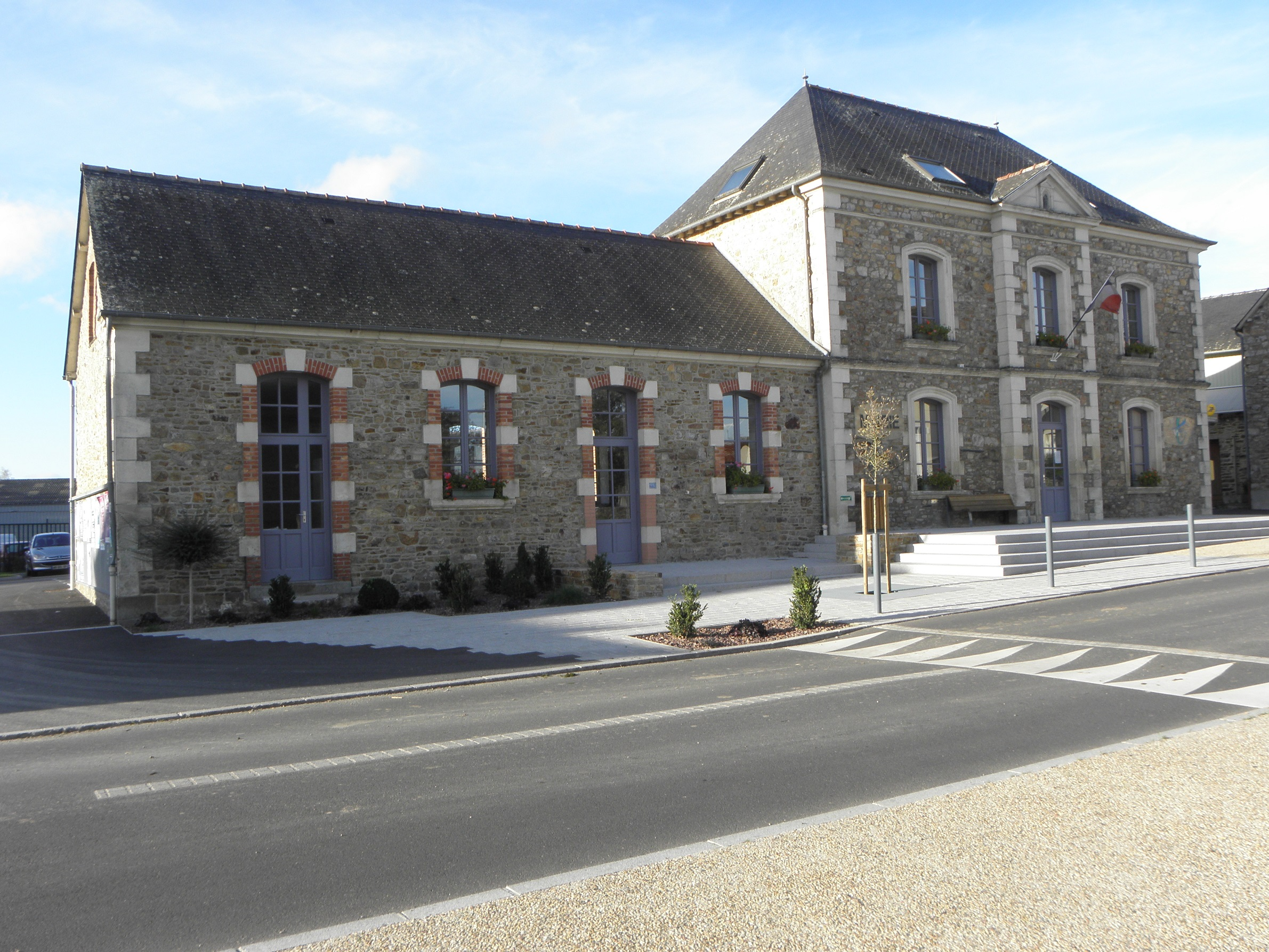
La mairie de Taillis et l'ancienne école attenante.

| Période                                  | Période     | Identité                    | Étiquette | Qualité                                                  |
| ---------------------------------------- | ----------- | --------------------------- | --------- | -------------------------------------------------------- |
|                                          |             |                             |           |                                                          |
| avant 1809                               | 1826        | Charles Taillé              |           | Laboureur.                                               |
| 1826                                     | 1830        | Pierre Jolivet              |           |                                                          |
| 1830                                     | 1841        | Jean Bouvet                 |           | Ancien gendarme.                                         |
| 1841                                     | 1844        | Joseph Gardan               |           |                                                          |
| 1844                                     | 1847        | Julien Ligeard              |           | Laboureur.                                               |
| 1847                                     | 1852        | Jean Messeiays              |           | Habitait le domaine de la Cour de Taillis.               |
| 1852                                     | 1866        | Pierre Davenel              |           | Laboureur.                                               |
| 1867                                     | 1874        | Pierre Pousset              |           | Laboureur.                                               |
| 1874                                     | 1876        | Gilles Collerais            |           |                                                          |
| 1876                                     | 1884        | Jean Lemesle                |           | Cultivateur.                                             |
| 1884                                     | 1919        | Henri Garnier de Villesbret |           | Ancien zouave pontifical. Habitait le château des Cours. |
| 1919                                     | après 1924  | Joseph Dufeu                |           | Cultivateur propriétaire.                                |
|                                          |             |                             |           |                                                          |
| 1946                                     | 1976        | Hervé de Maynard            |           | Habitait le château des Cours.                           |
| 1976                                     | mars 2008   | Alexandre Jamelot           |           | Instituteur Grand-père de Léa Jamelot                    |
| mars 2008                                | 25 mai 2020 | Marie-Françoise Verger      | DVD       | Retraitée                                                |
| 25 mai 2020                              | En cours    | Michel Sauvage              |           | Agriculteur                                              |
| Les données manquantes sont à compléter. |             |                             |           |                                                          |

## Démographie
L'évolution du nombre d'habitants est connue à travers les recensements de la population effectués dans la commune depuis 1793. Pour les communes de moins de 10 000 habitants, une enquête de recensement portant sur toute la population est réalisée tous les cinq ans, les populations de référence des années intermédiaires étant quant à elles estimées par interpolation ou extrapolation. Pour la commune, le premier recensement exhaustif entrant dans le cadre du nouveau dispositif a été réalisé en 2006.
En 2022, la commune comptait 1 036 habitants, en évolution de +3,5 % par rapport à 2016 (Ille-et-Vilaine : +5,46 %, France hors Mayotte : +2,11 %).
| 1793 | 1800 | 1806 | 1821 | 1831 | 1836 | 1841 | 1846 | 1851 |
| ---- | ---- | ---- | ---- | ---- | ---- | ---- | ---- | ---- |
| 596  | 542  | 580  | 671  | 611  | 614  | 625  | 669  | 678  |

| 1856 | 1861 | 1866 | 1872 | 1876 | 1881 | 1886 | 1891 | 1896 |
| ---- | ---- | ---- | ---- | ---- | ---- | ---- | ---- | ---- |
| 711  | 671  | 646  | 674  | 746  | 718  | 712  | 687  | 677  |

| 1901 | 1906 | 1911 | 1921 | 1926 | 1931 | 1936 | 1946 | 1954 |
| ---- | ---- | ---- | ---- | ---- | ---- | ---- | ---- | ---- |
| 674  | 679  | 648  | 570  | 566  | 599  | 596  | 645  | 646  |

| 1962 | 1968 | 1975 | 1982 | 1990 | 1999 | 2006 | 2011  | 2016  |
| ---- | ---- | ---- | ---- | ---- | ---- | ---- | ----- | ----- |
| 607  | 608  | 627  | 686  | 758  | 768  | 917  | 1 019 | 1 001 |

| 2021  | 2022  | - | - | - | - | - | - | - |
| ----- | ----- | - | - | - | - | - | - | - |
| 1 022 | 1 036 | - | - | - | - | - | - | - |

## Lieux et monuments
- Église paroissiale Saint-Pierre : elle date initialement de l'époque romane (XIe siècle), mais il n'en reste presque rien (un oculus) ; de nos jours sa partie la plus ancienne, le chœur et son chevet droit datent du XVIe siècle, la nef à un seul vaisseau et les bras du transept avec leurs chapelles latérales ont été reconstruits vers 1835-1840, de même que le clocher-tour, de style néoclassique ; la sacristie date de 1886. L'église possède aussi un mobilier religieux d'intérêt patrimonial, par exemple un ciboire ciselé datant du troisième quart du XIXe siècle[41]. L'église reste entourée du cimetière[42].

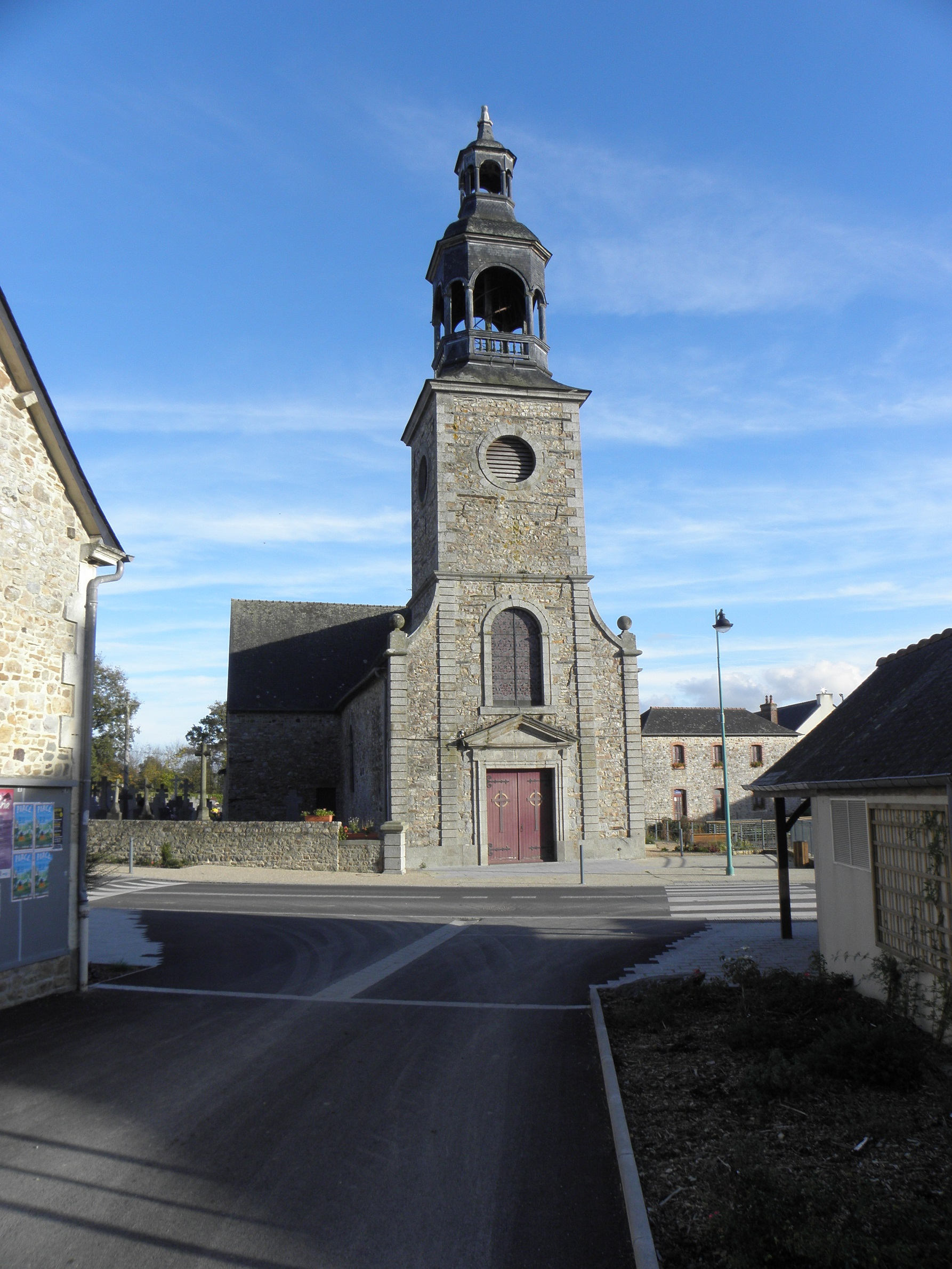
La façade occidentale de l'église Saint-Pierre.
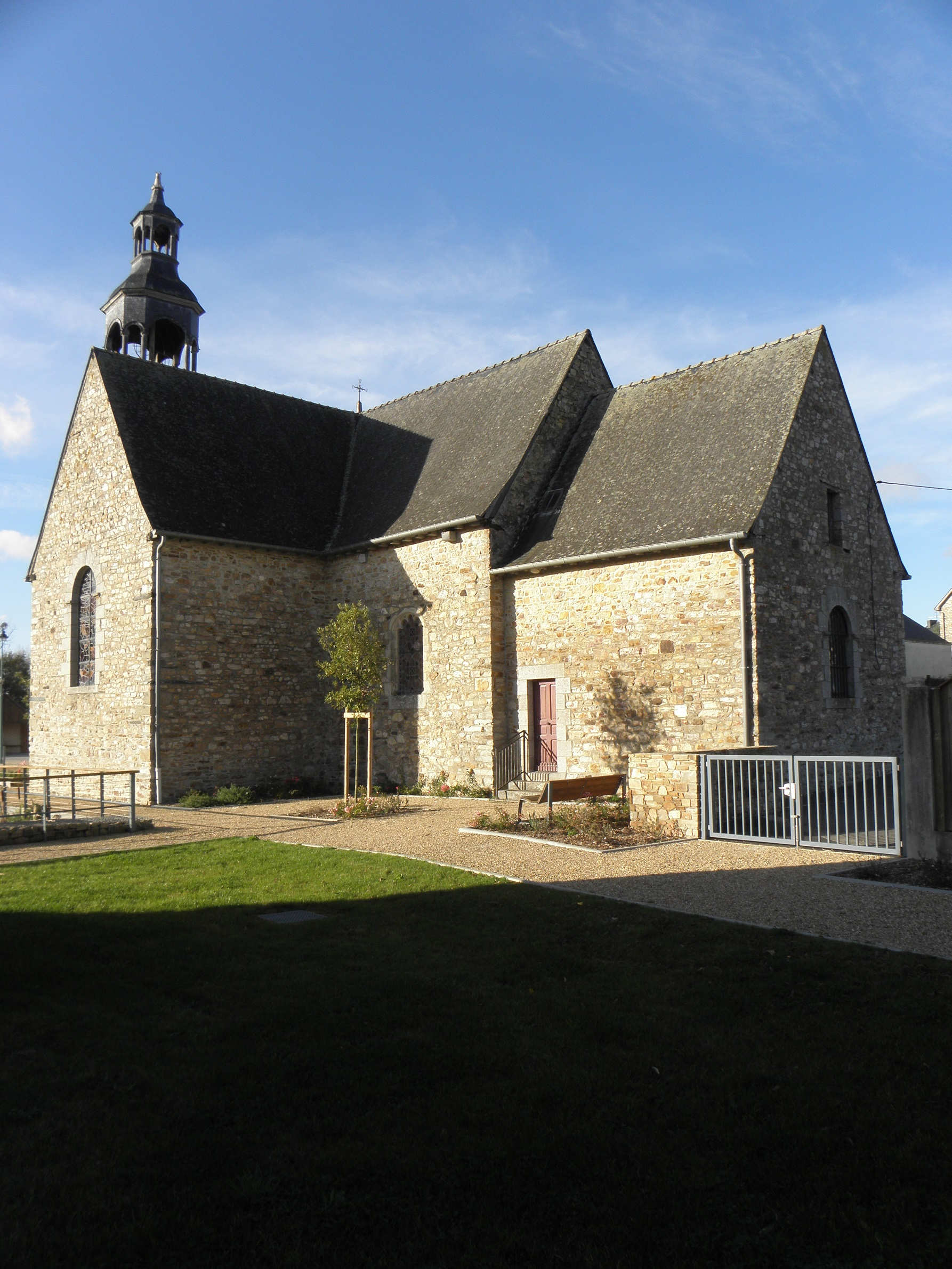
Chevet et flanc sud.
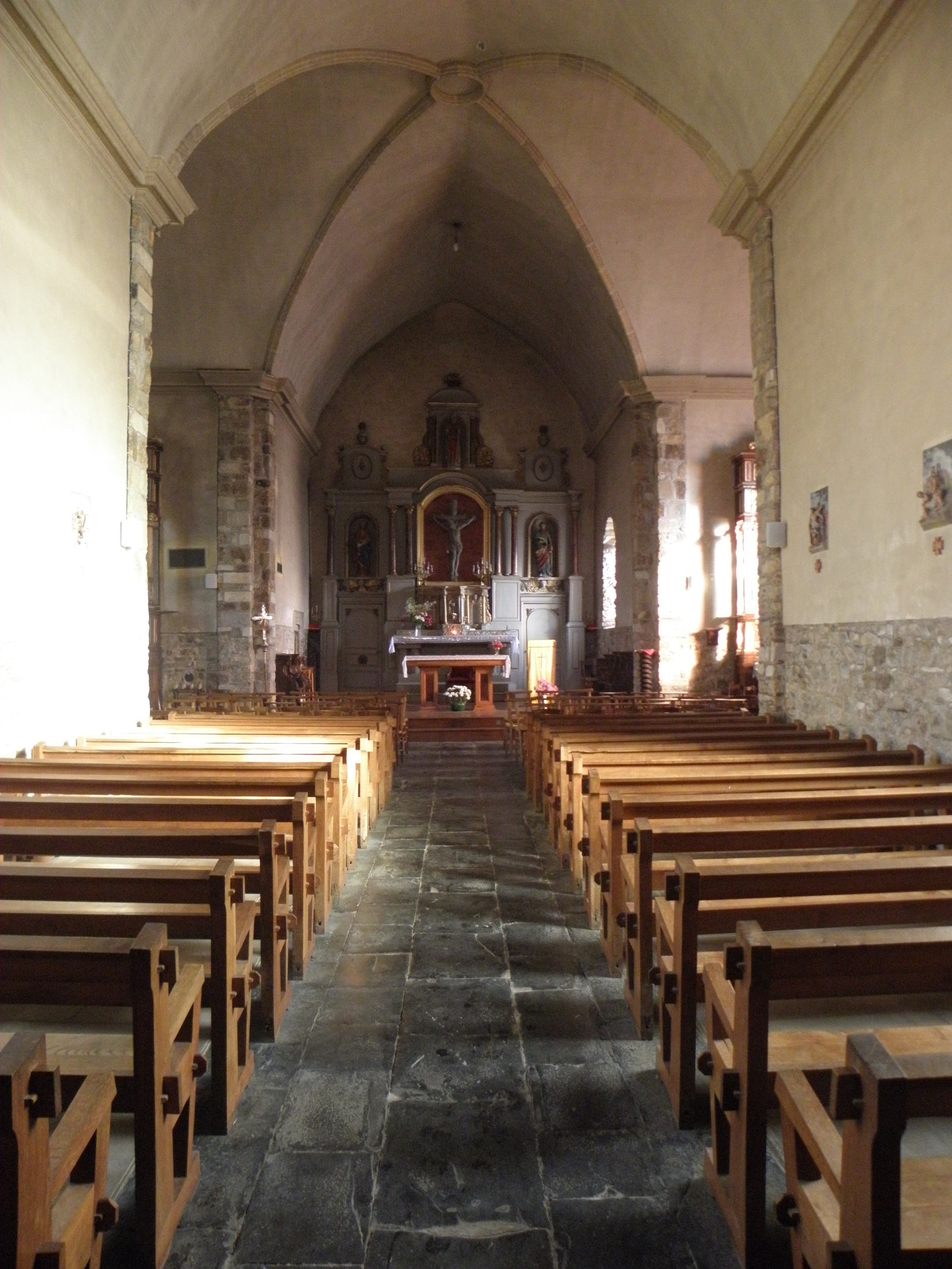
Vue intérieure d'ensemble.
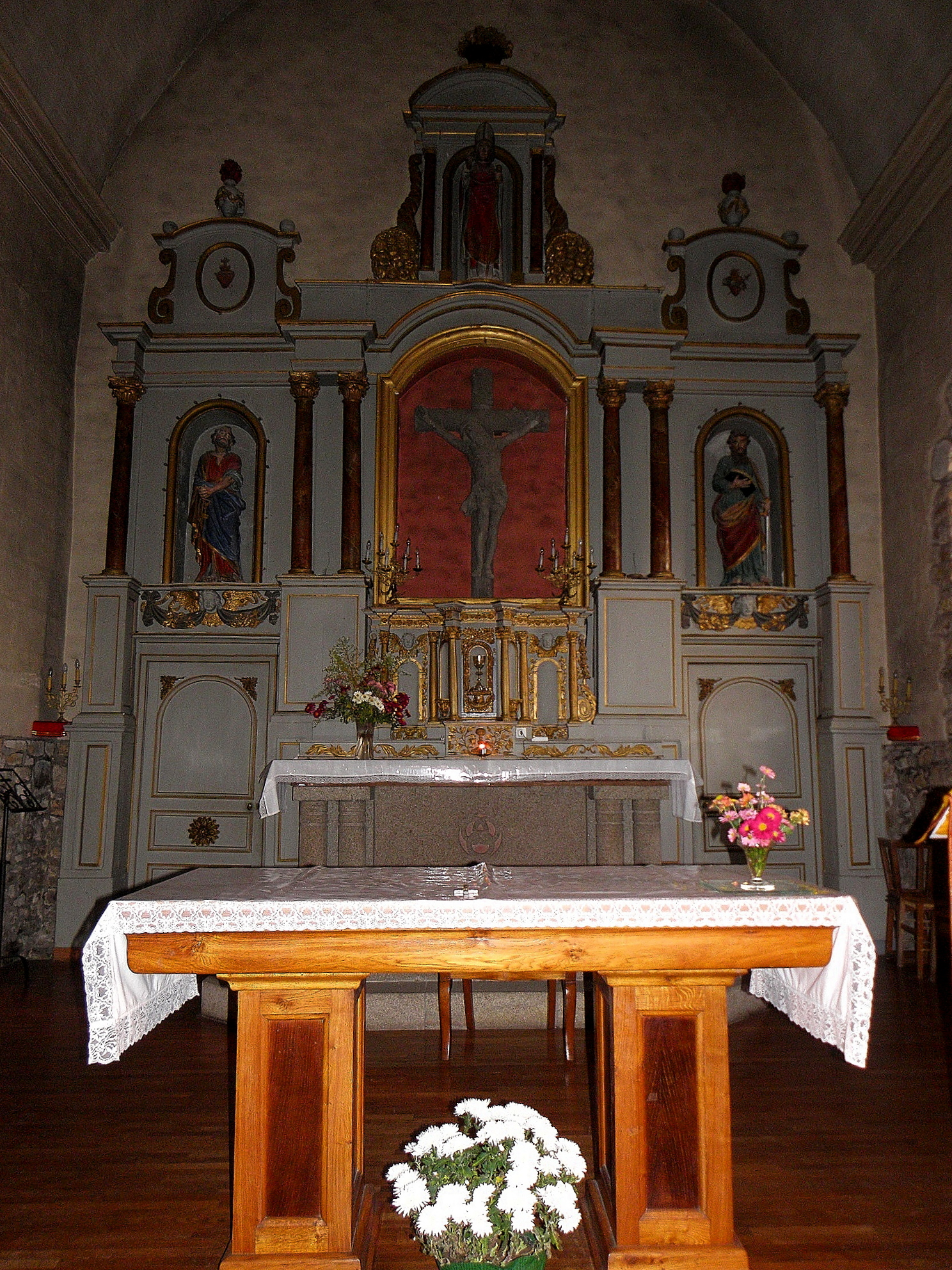
Maître-autel et son retable.
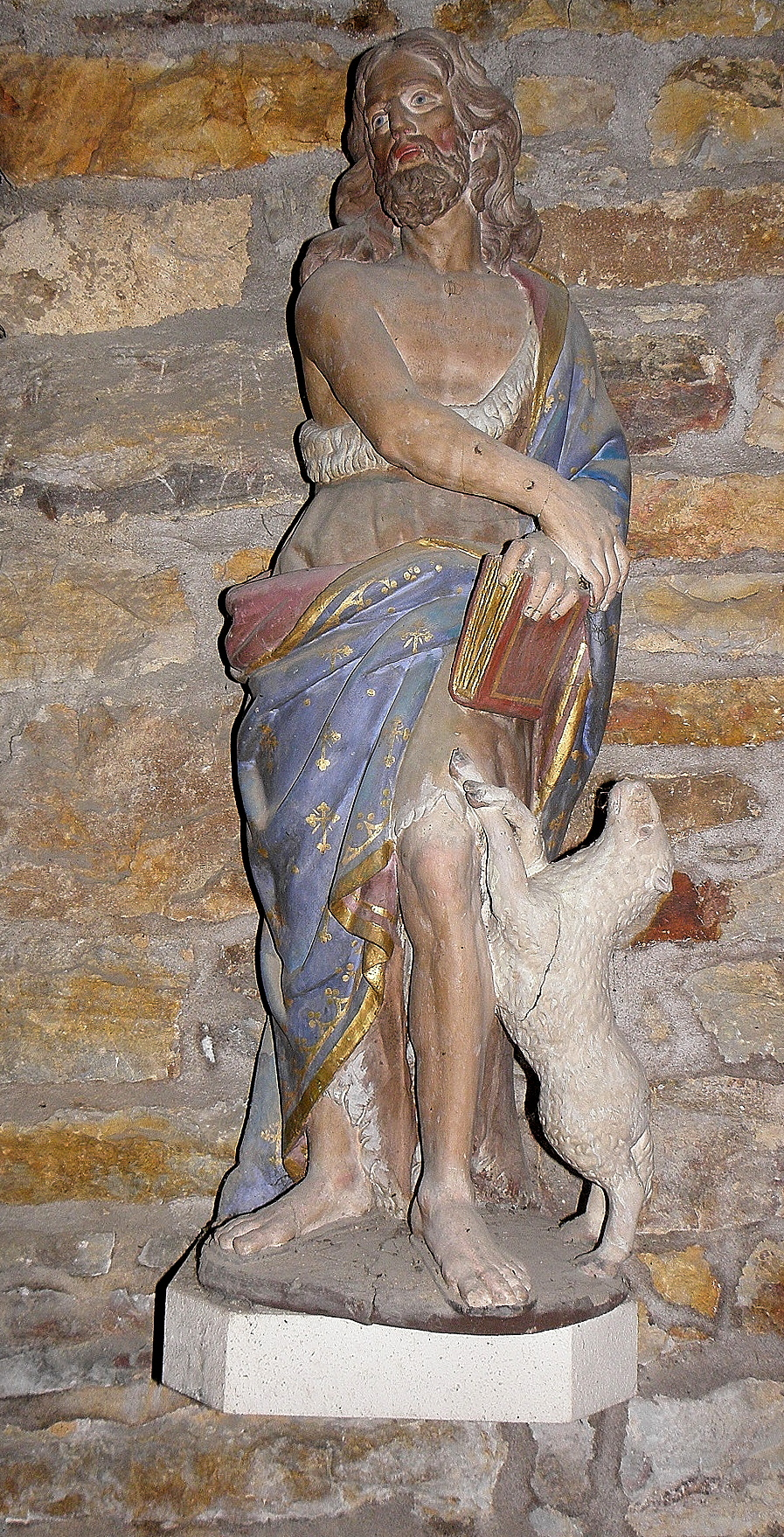
Statue de saint Jean-Baptiste.
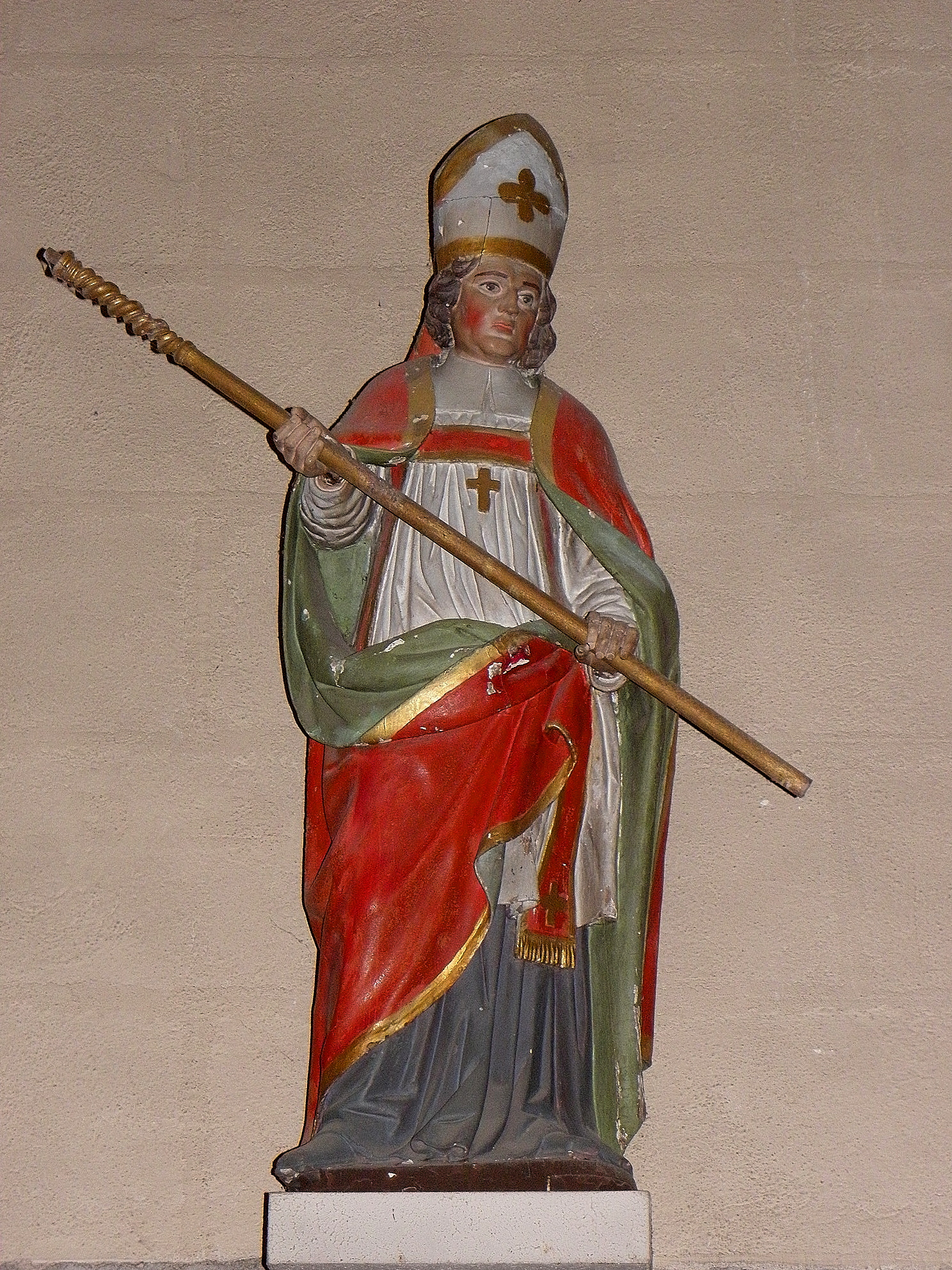
Statue d'un saint évêque.
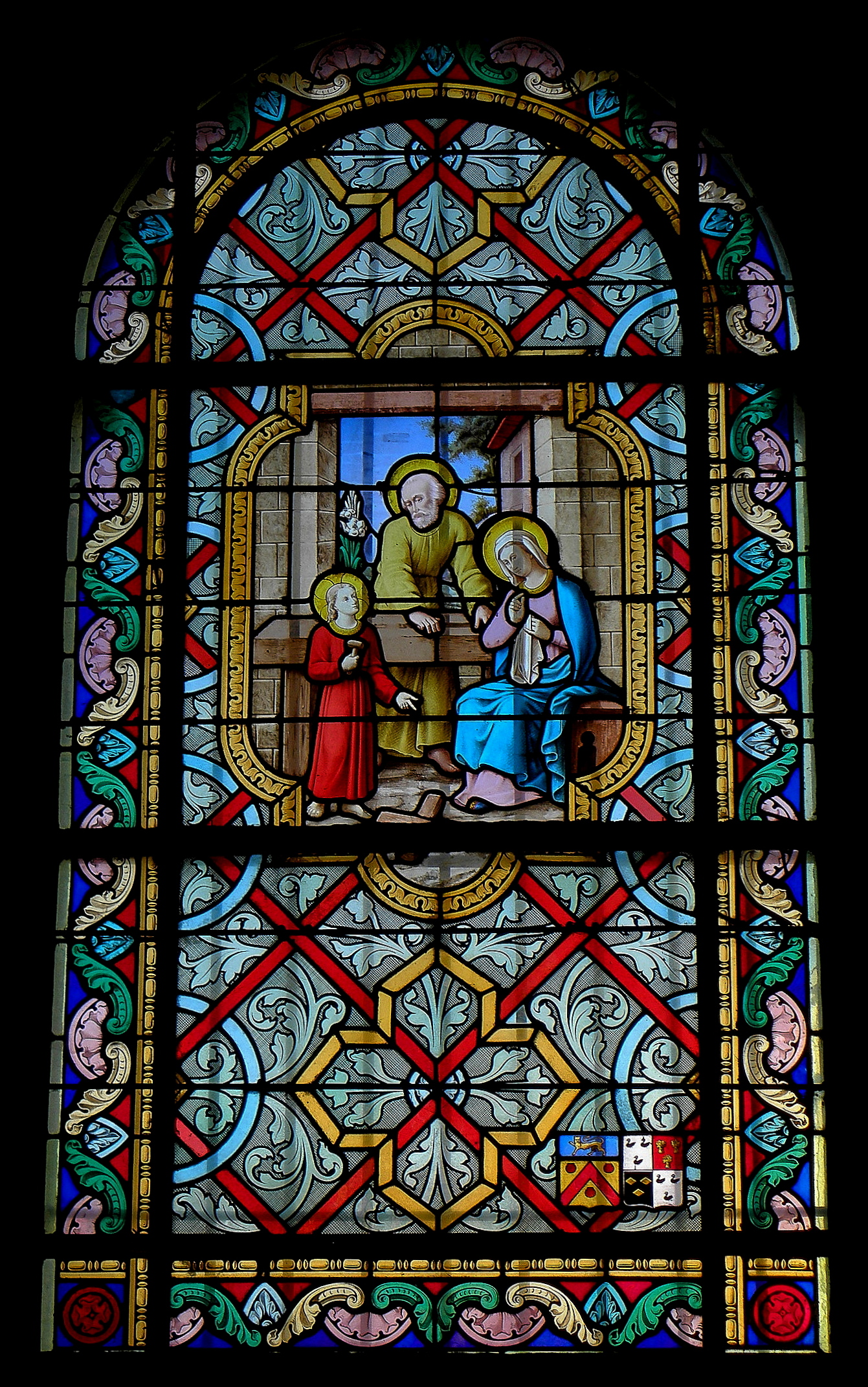
Vitrail de la Sainte Famille.
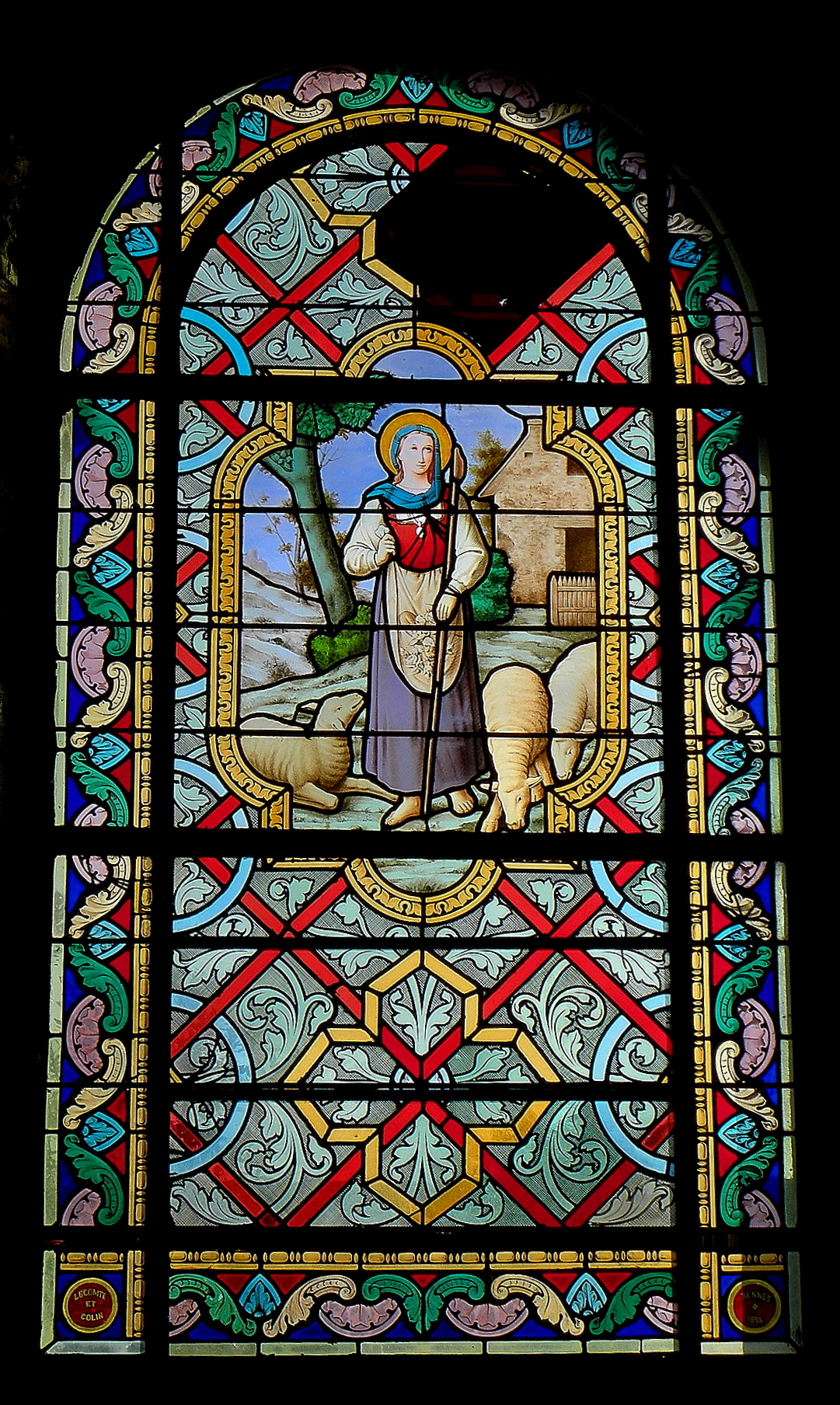
Vitrail de sainte Germaine Cousin.

- Château de la Cour de Taillis [Cours-Taillis] : ancien manoir du XVIe siècle entièrement remanié dans la deuxième moitié du XIXe siècle par Jacques Mellet ; il possède une ancienne grange dîmière. C'était le château des seigneurs de Taillis, appartenant successivement aux familles de Taillis, Le Veneur, Fortin, Bonenfant, de Vauquelin, Le Royer, Geffrard et Goyon des Hurlières[43].
- La croix du cimetière date de 1875 ; elle est due au sculpteur Yves Hernot[44].
- Une croix de chemin date probablement du XVIIe siècle[45].
- Le manoir de la Jartais : il date du XVIIe siècle, mais a été remanié au XVIIIe siècle[46].

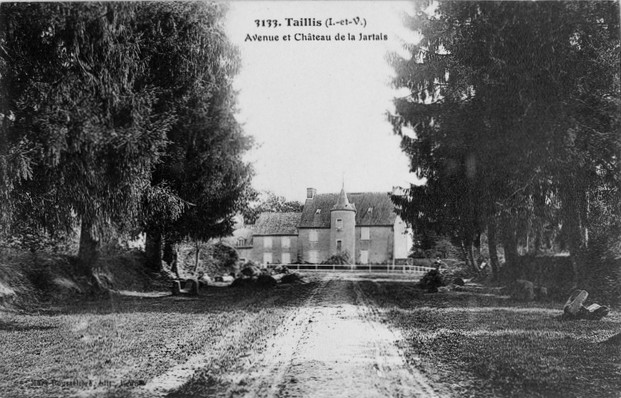
Le manoir de la Jartais au début du XXe siècle (carte postale E. Mary-Rousselière).